# Gonatocerus bucculentus
Gonatocerus bucculentus är en stekelart som beskrevs av Huber 1988. Gonatocerus bucculentus ingår i släktet Gonatocerus och familjen dvärgsteklar. Inga underarter finns listade i Catalogue of Life.